# جيم لورانس
جيم لورانس (بالإنجليزية: Jim Lawrence)‏ هو لاعب كرة قاعدة أمريكي، ولد في 12 فبراير 1939 في هاميلتون في كندا.

## وصلات خارجية
- جيم لورانس على موقعبيزبول رفرنس.كوم (الدوري الرئيسي) (الإنجليزية)
- جيم لورانس على موقعبيزبول رفرنس.كوم (الدوري الثانوي) (الإنجليزية)